# Condat d'Echandèlis
Condat-lès-Montboissier és un municipi francès situat al departament del Puèi Domat i a la regió d'Alvèrnia-Roine-Alps. L'any 2007 tenia 234 habitants.

## Demografia

### Població
El 2007 la població de fet de Condat-lès-Montboissier era de 234 persones. Hi havia 102 famílies de les quals 45 eren unipersonals (29 homes vivint sols i 16 dones vivint soles), 24 parelles sense fills, 29 parelles amb fills i 4 famílies monoparentals amb fills.
La població ha evolucionat segons el següent gràfic:
Habitants censats

### Habitatges
El 2007 hi havia 210 habitatges, 107 eren l'habitatge principal de la família, 73 eren segones residències i 30 estaven desocupats. 206 eren cases i 4 eren apartaments. Dels 107 habitatges principals, 90 estaven ocupats pels seus propietaris, 14 estaven llogats i ocupats pels llogaters i 3 estaven cedits a títol gratuït; 4 tenien dues cambres, 15 en tenien tres, 37 en tenien quatre i 51 en tenien cinc o més. 72 habitatges disposaven pel capbaix d'una plaça de pàrquing. A 56 habitatges hi havia un automòbil i a 35 n'hi havia dos o més.

### Piràmide de població
La piràmide de població per edats i sexe el 2009 era:
| Homes | Edats   | Dones |
| ----- | ------- | ----- |
| 0     | 95 o +  | 0     |
| 0     | 90 a 94 | 0     |
| 0     | 85 a 89 | 0     |
| 8     | 80 a 84 | 0     |
| 12    | 75 a 79 | 12    |
| 4     | 70 a 74 | 8     |
| 0     | 65 a 69 | 4     |
| 8     | 60 a 64 | 8     |
| 12    | 55 a 59 | 16    |
| 8     | 50 a 54 | 0     |
| 0     | 45 a 49 | 8     |
| 4     | 40 a 44 | 8     |
| 16    | 35 a 39 | 12    |
| 12    | 30 a 34 | 0     |
| 4     | 25 a 29 | 16    |
| 0     | 20 a 24 | 0     |
| 0     | 15 a 19 | 0     |
| 4     | 10 a 14 | 4     |
| 8     | 5 a 9   | 0     |
| 4     | 0 a 4   | 4     |

## Economia
El 2007 la població en edat de treballar era de 145 persones, 110 eren actives i 35 eren inactives. De les 110 persones actives 100 estaven ocupades (63 homes i 37 dones) i 10 estaven aturades (4 homes i 6 dones). De les 35 persones inactives 20 estaven jubilades, 3 estaven estudiant i 12 estaven classificades com a «altres inactius».

### Ingressos
El 2009 a Condat-lès-Montboissier hi havia 98 unitats fiscals que integraven 194 persones, la mediana anual d'ingressos fiscals per persona era de 13.490,5 €.

### Activitats econòmiques
Dels 8 establiments que hi havia el 2007, 1 era d'una empresa alimentària, 2 d'empreses de fabricació d'altres productes industrials, 4 d'empreses de construcció i 1 d'una empresa d'hostatgeria i restauració.
Dels 4 establiments de servei als particulars que hi havia el 2009, 1 era un guixaire pintor, 1 fusteria, 1 lampisteria i 1 restaurant.
L'únic establiment comercial que hi havia el 2009 era una fleca.
L'any 2000 a Condat-lès-Montboissier hi havia 19 explotacions agrícoles que ocupaven un total de 795 hectàrees.

## Equipaments sanitaris i escolars
El 2009 hi havia una escola elemental integrada dins d'un grup escolar amb les comunes properes formant una escola dispersa.

## Poblacions més properes
El següent diagrama mostra les poblacions més properes.